# 国際連合安全保障理事会決議201
国際連合安全保障理事会決議201（こくさいれんごうあんぜんほしょうりじかいけつぎ201、英: United Nations Security Council Resolution 201）は、1965年3月19日に国際連合安全保障理事会で採択された決議である。キプロス問題に関する過去の決議を再確認し、問題解決に向けて貢献してきたすべての国に感謝した上で、国際連合キプロス平和維持軍の活動期限を1965年6月26日まで3ヶ月延長した。